# التصوير الضوئي في الصين
يرجع التصوير الضوئي في الصين الى منتصف القرن التاسع عشر بوصول المصورين الضوئيين في ماكاو، أنشأ المصورون الغربيون في خمسينيات القرن التاسع عشر أستوديوهات في المدن الساحلية، لكن سرعان ما قام مساعديهم الصينيين والمنافسين المحليين بالانتشار في جميع المناطق.
في نهاية القرن التاسع عشر كان لدى جميع المدن الرئيسية استوديوهات للتصوير الضوئي ويمكن للصينين من الطبقة  المتوسطة التقاط صور شخصية في المناسبات العائلية، وثق المصورون الغربيون والصينيون حياة الشوارع العادية والحروب الكبرى والشخصيات البارزة، تبنى الصينيون الأثرياء التصوير الضوئي كهواية؛ تم التقاط صور للإمبراطورة الام بشكل متكرر، في القرن العشرين استخدم التصوير الضوئي في الصين (وعدة دول أخرى حول العالم) للترفيه وحفظ السجلات والصحف والصحافه المصورة والمجلات والدعايات السياسية وتصوير ضوئي فني

## لمحة عامة
وفقا للباحث ميكاريلي، التصوير الضوئي الصيني هو نتيجة لعدة عوامل، وتشمل دراسة علم البصريات (اختراع الحجرة المظلمة) وتطوير الكيمياء الحديثة (المواد الحساسة للضوء) انتشار واستيطان الطب الغربي (وخاصة علم التشريح) ووجود الغربيين والمبشرين (اللذين يعلمون طريقة استخدام ادوات التصوير الضوئي ويستخدمونها) لم يكن المصورون مهتمين فقط بتسجيل ما رأوه، بل أيضًا باستخدام تقنيات جديدة للتعبير عن الجمال والشعر التقليدي.

## التاريخ
1842-1890: الرواد

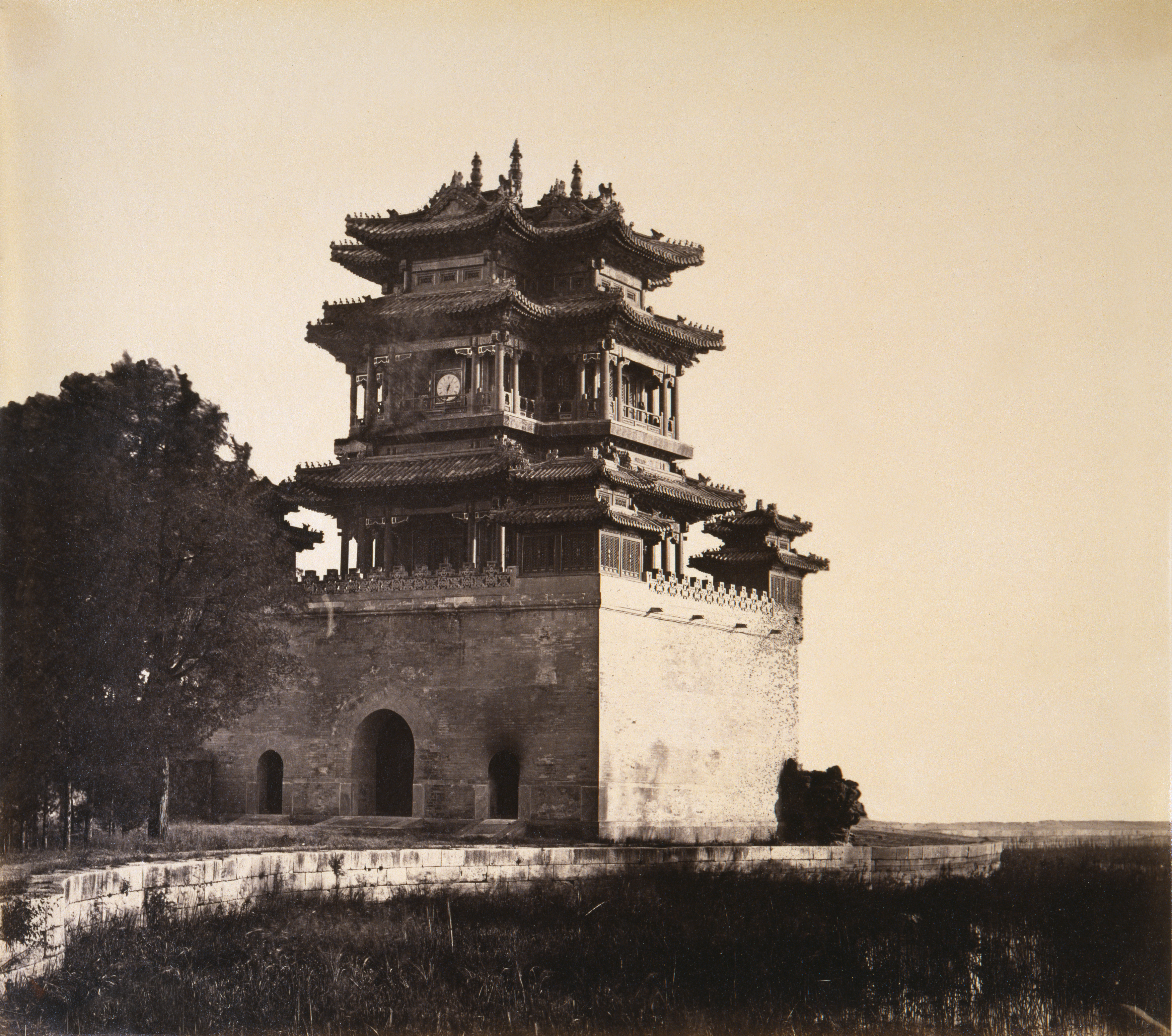
جناح ونتشانغ (文昌阁) للقصر الصيفي (ييهي يوان)، قبل أن يتم إحراقه. تصوير فيليس بيتو، أكتوبر 1860

بعض المصورين الأوائل في الصين هم الدكتور ريتشارد ووسنام والرائد جورج مالكولم وهنري كولين وجولز إيتير وزو بوكي.
في النصف الثاني من القرن التاسع عشر، تم إنشاء بعض استوديوهات التصوير الصينية مثل كونغ تاي (公泰照相樓) وسي يوين مينغ (上洋耀華照相) في شنغهاي، وبون لون (繽綸) ولاي أفونج (赖阿芳) في هونغ كونغ، تأتي المساهمات الرئيسية في هذا من جورج آر ويست وهيو ماكاي.
ومن بين رواد التصوير الضوئي في الصين فيليس بيتو (بريطاني، 1832-1909)، وجون طومسون (بريطاني، 1837-1921)، وأفونج لاي (صيني، 1839-1900).
أوائل القرن العشرين

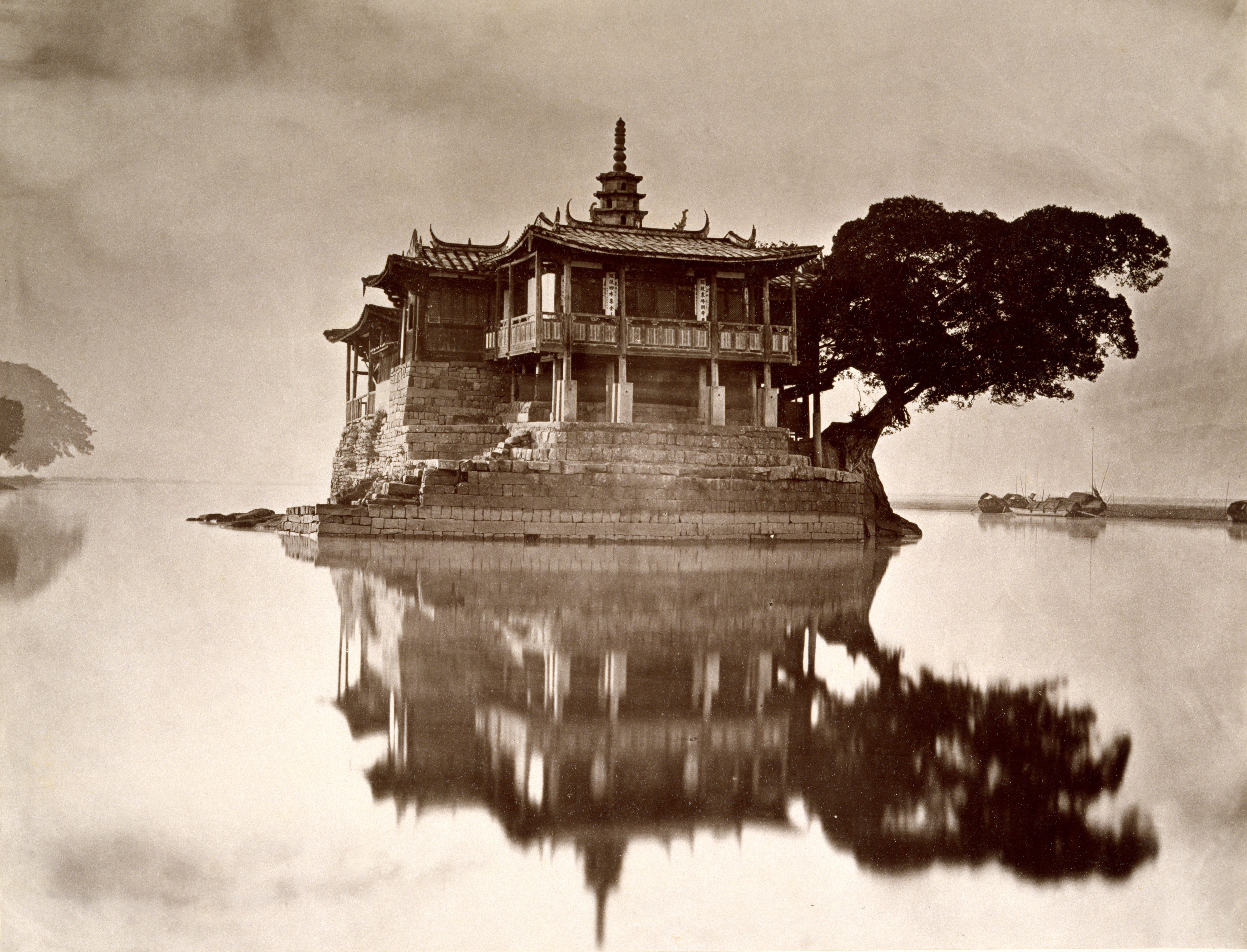
معبد الجزيرة (金山寺)، حوالي عام 1871، من ألبوم فوتشو ونهر مين

من بين المصورين المشهورين في أوائل القرن العشرين ليو بانونج (1891–1934، 劉半農) وتشانغ يين تشيوان (1900–1971، 張印泉)، تفرع بعض المصورين في هذه الفترة إلى صناعة الأفلام مثل هو فان (1937-2016، 何藩) وخطوات الصين الأولى في التصوير الصحفي التي قام بها لانغ جينغشان (1892-1995)، أثناء الحروب وعدم الاستقرار في عصر أمراء الحرب، غامر بعض المصورين مثل جاو فان (1922–2004) بالتصوير الضوئي في زمن الحرب، كما فعل نيو وييو (1922–)، حيث قام أيضًا بالتقاط العديد من الصور الضوئية لقادة الحزب الشيوعي الصيني، الحرب اللاحقة (الحرب اليابانية الصينية الثانية، 1937-1945) تمت تغطيتها بشكل كبير من قبل شا فاي (1912-1948).
الحكم الشيوعي المبكر: 1949-1965
في السنوات الأولى للجمهورية الشعبية، نظمت الدولة الفنانين والكتاب في مجموعات رسمية ووجهت عملهم وزودتهم برواتب ثابتة، وبناءً على ذلك، تم تعيين العديد منهم كمصورين لماو وأعضاء الحزب رفيعي المستوى. وكان من بين هؤلاء هو بو ولو هومين وشو شياو بينغ.
الثورة الثقافية: 1966-1976

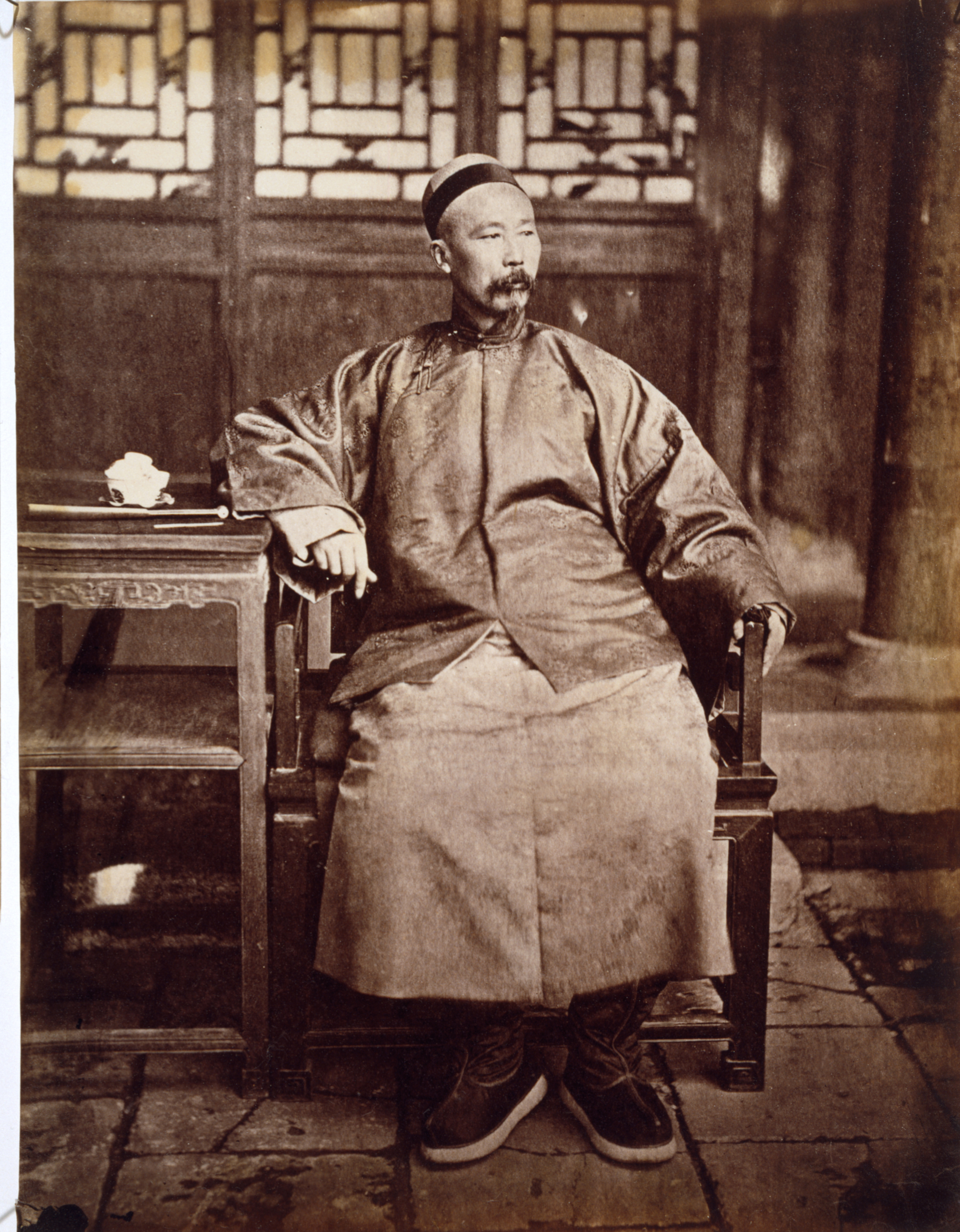
صورة للي هونغ تشانغ، 1871

كان يُنظر إلى التصوير الضوئي في الصين على أنه أداة دعائية للواقعية الاشتراكية. كان لي زينشينج أحد المصورين القلائل الذين تمكنوا من التقاط الصور بطريقة صادقة خلال الثورة الثقافية. تضمنت موضوعات صور الثورة الثقافية مشاهد "سلبية" مثل الإذلال العلني، والعنف في الشوارع، والإعدامات، وما إلى ذلك، بالإضافة إلى اللحظات "الإيجابية"، مثل الأشخاص الذين يدرسون أعمال ماو، ويغنون الشعارات الثورية، ويؤدون رقصات الولاء، ويشاركون في الأعمال الزراعية، وما إلى ذلك. نُشرت صور "لي" للثورة الثقافية في كتاب بعنوان "جندي الأخبار ذو اللون الأحمر" من تأليف فايدون.
العصر الحديث: 1976-1993
كانت حركة الخامس من أبريل عام 1976 بمثابة بداية لرؤية فوتوغرافية جديدة في الصين، أثناء الحركة، التقط المواطنون العاديون (المصورون الهواة) الكاميرات وقاموا بتوثيق الحداد العام للشعب على رئيس مجلس الدولة الصيني تشو إن لاي في ميدان تيانانمن في بكين، وبعد عدة أعوام، نُشرت بعض هذه الصور في كتاب بعنوان "الحداد الشعبي"، أصبح العديد من هؤلاء المصورين الهواة محترفين وانضموا إلى الصحافة الرسمية، كما انشأوا أيضًا نادي صور غير رسمي يسمى "جمعية صور أبريل".
أدت آثار الثورة الثقافية إلى ظهور حركة التصوير الضوئي الوثائقي التي نمت بقوة بسرعة، عمل العديد من المصورين الصحفيين لصالح الدولة، وبالتالي فهم لا يملكون حقوق التأليف والنشر الخاصة بهم في أعمالهم.
المعاصرة: 1993 إلى الوقت الحاضر
أدى إنشاء منطقة القرية الشرقية بالعاصمة بكين عام 1993 إلى إنشاء زمرة فنية تستخدم التصوير الضوئي كعامل مساعد لفن الأداء التجريبي والفن المفاهيمي. في عام 1994، شارك رونغ رونغ في تأسيس أول مجلة صينية للتصوير الضوئي الفني المفاهيمي، نيو فوتو.

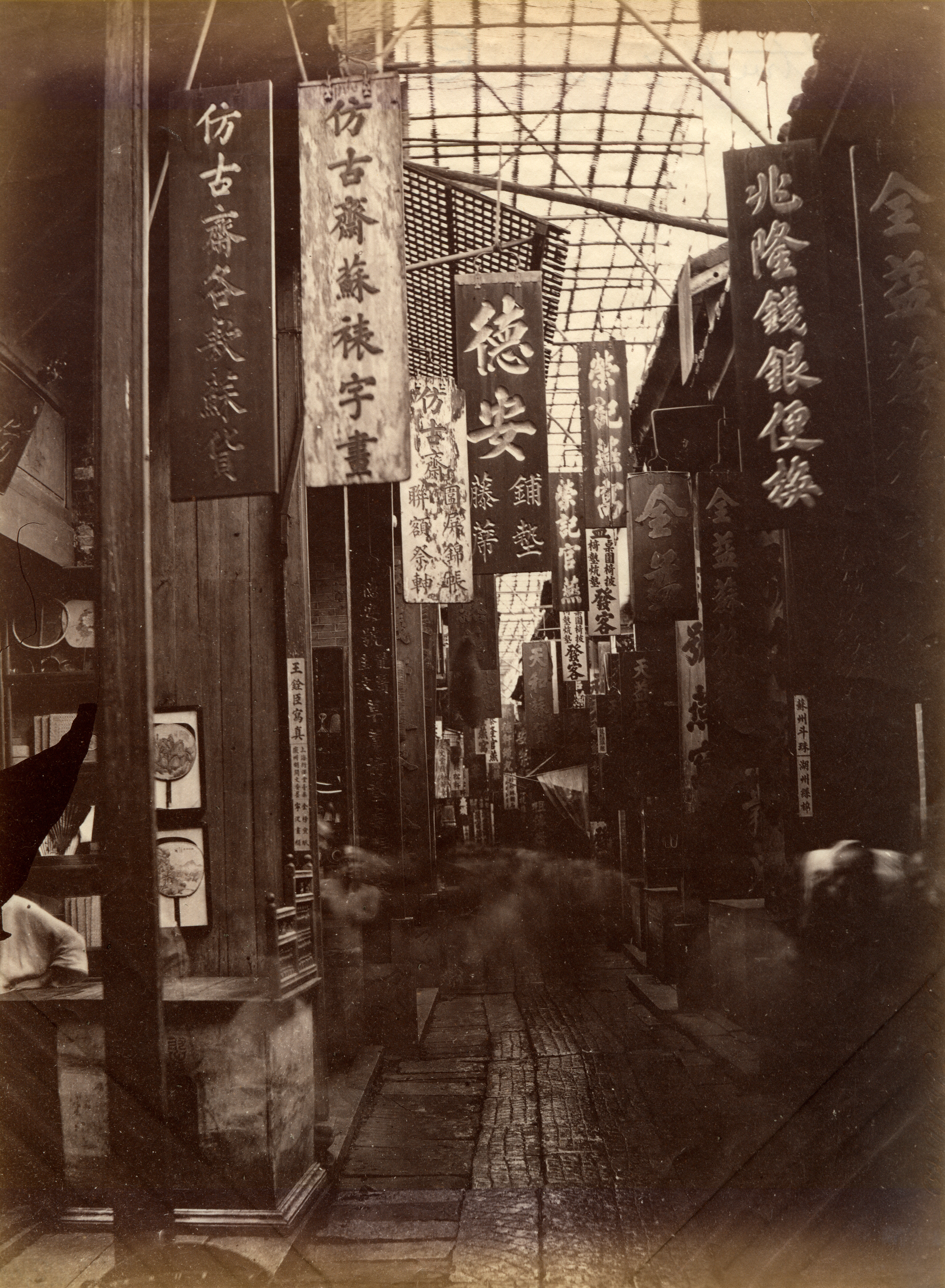
منظر لشارع كانتون (قوانغتشو)

لقد حقق العديد من الفنانين المصورين النجاح، خاصة في الغرب. على الرغم من أن عملهم لم يكن سياسيًا بشكل واضح مثل أعمال الفنانين المفاهيميين المشابهين جدًا في الغرب، إلا أنه استخدم نفس اسلوب "الصدمة" العري والألفاظ البذيئة والأطفال الموتى وروث الأفيال من بين أشياء أخرى أصبحت الآن أفكار مبتذلة مستهلكة، يعمل بعض المصورين أيضًا في "الفن الهابط الصيني" وهو أسلوب كولاج يشبه إلى حد كبير فن البوب الغربي في ستينيات القرن العشرين، في الوقت الحاضر، نتذكر الاستقلالية الخطابية التي يمنحها الفن الصيني المعاصر بشكل متزايد، والتي تظهر في أعمال فنانين مثل شو زين و وشينغ دانوين و تشانغ يو وهم فنانون لا يمكن تلخيصهم بسهولة تحت مظلة ممارسة فنية واحدة مثل: "الفن الهابط" أو "البوب" أو "الصدمة".

## مجلات صينية للتصوير الضوئي
- التصوير الضوئي الصيني (中國攝影، بكين)نشر اعتبارًا من عام 1957
- التصوير الضوئي الشعبي (大众攝影 (大衆攝影) ، بكين) نشر اعتبارا من عام 1958

## روابط خارجية
- متحف بيبودي (2020)، صور شخصية من الصين، 1923-1946: المصورون وموضوعاتهم.
- تشاينيز-فوتوغرافي.نت: معرض افتراضي لمجموعة خاصة من الصور الضوئية الصينية المعاصرة.
- ببليوغرافيا المواد المتعلقة بالتصوير الضوئي في الصين قبل عام 1949.
- ظلال الشرق، في معرض "الإنسانية في الصين" للتصوير الضوئي الصيني.
- "بين الماضي والمستقبل، معرض فوتوغرافي وفيديو جديد من الصين". متحف فيكتوريا وألبرت. تم الاسترجاع 2007-06-16.
- “لغة الجسد: معرض التصوير الضوئي الصيني المعاصر”. معرض فيكتوريا الوطني. مؤرشفة من الأصل بتاريخ 15-03-2008. تم الاسترجاع 2008-04-21.
- “الحركة – الكاميرا: التصوير الضوئي لأداء بكين”. معرض موريس وهيلين بلكين للفنون.
- ببليوغرافيا ألبومات الصور والمواد المتعلقة بالتصوير الضوئي في الصين والتبت قبل عام 1949
- 中國摄影博物馆・中国最早的老照相馆考证及名录